# Katzenbruch
Katzenbruch ist eine Ortslage im Norden der bergischen Großstadt Wuppertal.

## Lage und Beschreibung
Die Ortslage liegt im Norden des Wohnquartiers Uellendahl-Ost im Stadtbezirk Uellendahl-Katernberg auf einer Höhe von 297 m ü. NHN auf dem Höhenzug Woltersberg an der Straße Neuenbaumer Weg südlich der Quellen des Hardenberger Bachs. Der Name Katzenbruch ist als eigenständige Bezeichnung für diese Ortslage mehrheitlich nicht mehr im Bewusstsein der Bevölkerung vorhanden.
Benachbarte Orte sind neben Dönberg die Höfe und Ortslagen Neuenbaum, Woltersberg, Schmitzberg, Adamshäuschen, Langenbruch, Am Hasenkamp, In der Sonne und das unmittelbar danebenliegende Halfmannsberg.

## Etymologie und Geschichte
Bruch ist eine gängige Bezeichnung für ein sumpfiges, wässeriges Gebiet. In der lokalen Mundart wurde der Ort auch als Kattenbrook bezeichnet.
Die erste Häuser in Kattenbruch wurden von 1664 bis 1701 erbaut, vermutlich als erste Häuser auf dem Höhenzug.
Im 19. Jahrhundert gehörte Katzenbruch zu den Außenortschaften der Bauerschaft und der Kirchengemeinde Dönberg in der Bürgermeisterei Hardenberg, die 1935 in Neviges umbenannt wurde. Damit gehörte es von 1816 bis 1861 zum Kreis Elberfeld und ab 1861 zum alten Kreis Mettmann. 
Der Ort ist auf der Topographischen Aufnahme der Rheinlande von 1824 als Kazenbr beschriftet. Auf der Preußischen Uraufnahme von 1843 ist der Ort unbeschriftet eingezeichnet, auf dem Wuppertaler Stadtplan von 1930 ist er mit Kartenbrück beschriftet.
1815/16 lebten 287 Einwohner im Ortsbereich. Der laut der Statistik und Topographie des Regierungsbezirks Düsseldorf als mehrere Höfe kategorisierte Ort wurde als Vorn am Katzenbruch bezeichnet und besaß zu dieser Zeit 29 Wohnhäuser und 21 landwirtschaftliche Gebäude. Zu dieser Zeit lebten 302 Einwohner im Ort, 79 katholischen und 223 evangelischen Glaubens. Es ist anzunehmen, dass diese Zahlen sich auf den gesamten Bereich um Katzenbruch beziehen und weitere benachbarte, nicht näher genannte zeitgenössische Ortslagen und Höfe einschließen.
Im Gemeindelexikon für die Provinz Rheinland von 1888 werden für Katzenbruch selbst daher nur zwei Wohnhäuser mit 26 Einwohnern angegeben.
Mit der Kommunalreform von 1929 wurde der südliche Teil Dönbergs von Neviges abgespalten und mit weiteren, außerhalb von Dönberg liegenden Nevigeser Ortschaften in die neu gegründete Stadt Wuppertal eingemeindet, so auch Katzenbruch. Nördlich von Katzenbruch verlief bis 1975 die Stadtgrenze zwischen Wuppertal und Neviges, südlich davon bis 1929 die von Neviges zu Elberfeld. Durch die nordrhein-westfälische Gebietsreform kam Neviges mit Beginn des Jahres 1975 zur Stadt Velbert und das restliche Dönberg wurde ebenfalls in Wuppertal eingemeindet. Dadurch verlor Katzenbruch seine Grenzlage.